# Malad City, Idaho
Malad City (cunoscut și drept Malad) este singurul oraș din Comitatul Oneida, Idaho, SUA.